# Benetton Rugby Treviso
El Benetton Treviso es un club italiano de rugby de la ciudad de Treviso que participa en el United Rugby Championship.

## Historia
Aunque el Benetton Treviso consiguió proclamarse campeón de liga por primera vez en la temporada 1955/56,  realmente la mayoría de los éxitos de la entidad se han producido a partir de 1997, ya que desde ese año ha conseguido ganar 10 ligas y 3 copas, así como estar presente de forma continua en la máxima competición continental, la Copa Europea de Rugby.
Como consecuencia de los éxitos del equipo durante los últimos años en el campeonato italiano, el Benetton Treviso fue uno de los dos equipos italianos que han sido elegidos para competir de forma permanente con los mejores equipos de Irlanda, Gales y Escocia en el Pro12 a partir de la temporada 2010-11 representando al rugby de Italia. Por tanto, tiene reservado un puesto fijo para disputar la Copa Europea de Rugby cada año.
En el Pro12, la mejor campaña de Benetton Treviso fue 2012/13, en la que acabó en el séptimo puesto con diez victorias, dos empates y diez derrotas. En tanto, resultó décimo en 2010/11 y 2011/12, y undécimo en 2013/14 y 2014/15. En la Copa Europea, Benetton Treviso tuvo sus mejores campañas en 1998/99 y 2004/05, cuando logró tres victorias y tres derrotas.

## Títulos
- Pro14 Rainbow Cup (1): 2021

- Campeonato Italiano de Rugby (15): 1955-56, 1977-78, 1982-83, 1988-89, 1991-92, 1996-97, 1997-98, 1998-99, 2000-01, 2002-03, 2003-04, 2005-06, 2006-07, 2008-09, 2009-10.

- Copa Italiana de Rugby (4): 1969-70, 1997-98, 2004-05, 2009-10.

- Supercopa de Italia (2): 2006, 2009.